# Nagy András László
Nagy András László (Budapest, 1946. február 3. – Budapest, 2014. október 25.) magyar színházrendező.

## Élete
A Petőfi Gimnáziumban érettségizett 1964-ben. 1969–1973 között Marton Endre osztályába járt a Színház- és Filmművészeti Főiskolán.
Bessenyei György: A filozófus c. művét 1971-ben – még főiskolásként az Ódry Színpadon, vizsgaelőadásként – mutatta be.
Már 1971-től rendezett a debreceni Csokonai Színházban. A diploma megszerzése után a Nemzeti Színházba került. Ő rendezett először Vampilovot Magyarországon. („Múlt nyáron történt”).
1977–1980 között a Békés Megyei Jókai Színház, 1981-től 1986-ig a nyíregyházi Móricz Zsigmond Színház rendezője volt. Ez időben kiváló munkatársakkal (Ratkó József, Antall István) élő rádióműsor (Hangsúly – irodalmi folyóirat) szerkesztő-rendezője is volt Nyíregyházán.
Ezt követően a debreceni Csokonai Színházban rendezett. 1988-tól újságíróként dolgozott és a magyar amatőr színházakkal kezdett foglalkozni. Tanított, zsűrizett, szervezett, lobbizott a műkedvelő színjátszás ügyéért. A Magyar Szín-Játékos Szövetség elnöke és a Magyar Versmondók Egyesületének felügyelő-bizottságának is tagja volt. 2014. október 25-én hunyt el.

## Rendezéseiből
A Színházi adattárban negyvenegy rendezését regisztrálták.
- Bessenyei György: A filozófus[4]
- Georgi Dzsagarov: Az ügyész
- Tabi László: Családi dráma
- Darvas József: Részeg eső
- Móricz Zsigmond:
  - Rokonok
  - Úri muri
  - Lúdas Matyi
- Molière:
  - Versailles-i rögtönzés
  - Gömböc úr
  - Tartuffe
  - Amphitryon
- Vampilov: Múlt nyáron történt
- Tersánszky Józsi Jenő: Kakuk Marci
- Palotai Boris: Szigorú szerelmesek
- Murray Schisgal: A gépírók
- Friedrich Schiller: Haramiák
- Tennessee Williams: Üvegfigurák
- Hegedüs Géza: Fehér ló fia
- Tamási Áron: Ördög játékok
- Mihail Afanaszjevics Bulgakov: Fehér karácsony
- William Shakespeare: Sok hűhó semmiért
- Sarkadi Imre: Oszlopos Simeon
- Carlo Goldoni: Csetepaté Chioggiában
- Csokonai Vitéz Mihály: Az Özvegy Karnyóné és a két szeleburdiak
- Ratkó József: Segítsd a királyt![5]